# René Van de Werve
René Philippe August Maria Joseph, comte van de Werve de Vorsselaer, né le 17 avril 1850 à Anvers et décédé le 23 janvier 1911 à Vorselaar fut un homme politique catholique belge.
van de Werve fut élu conseiller communal à Vorselaar (1884) et sénateur de Turnhout, puis Malines-Turnhout (1892-1909).

## Généalogie
- Il fut le fils de Philippe Marie, comte (1819-1884) et Leocadia Geelhand (1817-1866).
- Il épousa en 1875 Louise Bosschaert (1855-1918);
  - ils eurent deux filles : Maria (1876-1958) et Madeleine (1879-1879).

## Sources
- Famille van de Werve-Borrekens